# Glaciar Amundsen
El glaciar Amundsen (85°35′S 159°00′O / -85.583, -159.000) es un gran glaciar en la Antártida. El mismo mide de  6 a 10 km de ancho y unos 128 km de largo, se origina en la meseta Antártica desde donde drena hacia el sur y oeste de la meseta Nilsen, y desciende por las montañas Reina Maud para ingresar a la barrera de hielo de Ross justo al oeste de los nunataks MacDonald.
Fue descubierto en noviembre de 1929 por contraalmirante Byrd durante el vuelo al polo Sur. El nombre fue propuesto en honor a Roald Amundsen por Laurence Gould, líder del grupo geológico Byrd AE que cruzó en trineo la boca del glaciar en diciembre de 1929.